# Helena Willis
Helena Willis (ur. 16 kwietnia 1964 w Sztokholmie) – szwedzka ilustratorka i autorka książek dla dzieci.
W Polsce znana z ilustracji do serii Biuro Detektywistyczne Lassego i Mai autorstwa Martina Widmarka.
Zilustrowane przez nią książki, które ukazały się w Polsce:
- Seria Biuro Detektywistyczne Lassego i Mai

| Lp. | Tytuł polski         | Tytuł oryginalny     | Rok pierwszego wydania w Szwecji | Rok pierwszego wydania w Polsce | Wydawca               | ISBN              |
| --- | -------------------- | -------------------- | -------------------------------- | ------------------------------- | --------------------- | ----------------- |
| 1   | Tajemnica diamentów  | Diamantmysteriet     | 2002                             | 2008                            | Wydawnictwo Zakamarki | 978-83-60963-41-8 |
| 2   | Tajemnica hotelu     | Hotellmysteriet      | 2002                             | 2008                            | Wydawnictwo Zakamarki | 978-83-60963-42-5 |
| 3   | Tajemnica cyrku      | Cirkusmysteriet      | 2003                             | 2009                            | Wydawnictwo Zakamarki | 978-83-60963-59-3 |
| 4   | Tajemnica kawiarni   | Cafémysteriet        | 2003                             | 2009                            | Wydawnictwo Zakamarki | 978-83-60963-60-9 |
| 5   | Tajemnica mumii      | Mumiemysteriet       | 2004                             | 2009                            | Wydawnictwo Zakamarki | 978-83-60963-69-2 |
| 6   | Tajemnica kina       | Biografmysteriet     | 2004                             | 2009                            | Wydawnictwo Zakamarki | 978-83-60963-70-8 |
| 7   | Tajemnica pociągu    | Tågmysteriet         | 2005                             | 2010                            | Wydawnictwo Zakamarki | 978-83-60963-79-1 |
| 8   | Tajemnica gazety     | Tidningsmysteriet    | 2006                             | 2010                            | Wydawnictwo Zakamarki | 978-83-60963-80-7 |
| 9   | Tajemnica szkoły     | Skolmysteriet        | 2006                             | 2010                            | Wydawnictwo Zakamarki | 978-83-60963-85-2 |
| 10  | Tajemnica złota      | Guldmysteriet        | 2006                             | 2010                            | Wydawnictwo Zakamarki | 978-83-60963-86-9 |
| 11  | Tajemnica szafranu   | Saffransmysteriet    | 2006                             | 2011                            | Wydawnictwo Zakamarki | 978-83-7776-006-2 |
| 12  | Tajemnica zwierząt   | Zoomysteriet         | 2007                             | 2011                            | Wydawnictwo Zakamarki | 978-83-7776-001-7 |
| 13  | Tajemnica biblioteki | Biblioteksmysteriet  | 2007                             | 2011                            | Wydawnictwo Zakamarki | 978-83-7776-007-9 |
| 14  | Tajemnica meczu      | Fotbollsmysteriet    | 2008                             | 2011                            | Wydawnictwo Zakamarki | 978-83-7776-002-4 |
| 15  | Tajemnica miłości    | Kärleksmysteriet     | 2009                             | 2012                            | Wydawnictwo Zakamarki | 978-83-7776-013-0 |
| 16  | Tajemnica galopu     | Galoppmysteriet      | 2009                             | 2012                            | Wydawnictwo Zakamarki | 978-83-7776-028-4 |
| 17  | Tajemnica kempingu   | Campingsmysteriet    | 2010                             | 2012                            | Wydawnictwo Zakamarki | 978-83-7776-018-5 |
| 18  | Tajemnica szpitala   | Sjukhusmysteriet     | 2011                             | 2013                            | Wydawnictwo Zakamarki | 978-83-7776-037-6 |
| 19  | Tajemnica pływalni   | Simborgarmysteriet   | 2012                             | 2013                            | Wydawnictwo Zakamarki | 978-83-7776-046-8 |
| 20  | Tajemnica urodzin    | Födelsedagsmysteriet | 2012                             | 2014                            | Wydawnictwo Zakamarki | 978-83-7776-054-3 |
| 21  | Tajemnica wyścigu    | Cykelmysteriet       | 2013                             | 2014                            | Wydawnictwo Zakamarki | 978-83-7776-083-3 |
| 22  | Tajemnica pożarów    | Brandkårsmysteriet   | 2014                             | 2015                            | Wydawnictwo Zakamarki | 978-83-7776-114-4 |
| 23  | Tajemnica więzienia  | Fängelsemysteriet    | 2015                             | 2016                            | Wydawnictwo Zakamarki | 978-83-7776-130-4 |
| 24  | Tajemnica mody       | Modemysteriet        | 2016                             | 2017                            | Wydawnictwo Zakamarki | 978-83-7776-152-6 |
| 25  | Tajemnica zamku      | Slottsmysteriet      | 2017                             | 2018                            | Wydawnictwo Zakamarki | 978-83-7776-169-4 |
| 26  | Tajemnica srebra     | Silvermysteriet      | 2018                             | 2019                            | Wydawnictwo Zakamarki | 978-83-7776-195-3 |
| 27  | Tajemnica filmu      | Filmmysteriet        | 2019                             | 2020                            | Wydawnictwo Zakamarki | 978-83-7776-205-9 |
| 28  | Tajemnica detektywa  | Detektivmysteriet    | 2020                             | 2021                            | Wydawnictwo Zakamarki | 978-83-7776-219-6 |
| 29  | Tajemnica dancingu   | Musikmysteriet       | 2021                             | 2022                            | Wydawnictwo Zakamarki | 978-83-7776-234-9 |
| 30  | Tajemnica maskarady  | Maskeradmysteriet    | 2022                             | 2023                            | Wydawnictwo Zakamarki | 978-83-7776-252-3 |
| 31  | Tajemnica dinozaura  | Dinosauriemysteriet  | 2022                             | 2023                            | Wydawnictwo Zakamarki | 978-83-7776-265-3 |

Poza serią
| Lp. | Tytuł polski                                                 | Tytuł oryginalny                                                          | Rok pierwszego wydania w Szwecji | Rok pierwszego wydania w Polsce | Wydawca               | ISBN              |
| --- | ------------------------------------------------------------ | ------------------------------------------------------------------------- | -------------------------------- | ------------------------------- | --------------------- | ----------------- |
| 1   | Brązowa księga. Detektywistyczne łamigłówki Lassego i Mai    | Bronsboken. LasseMajas kluriga uppdrag                                    | 2007                             | 2008                            | Wydawnictwo Zakamarki | 978-83-60963-43-2 |
| 2   | Srebrna księga. Detektywistyczne łamigłówki Lassego i Mai    | Silverboken. LasseMajas kluriga uppdrag                                   | 2007                             | 2009                            | Wydawnictwo Zakamarki | 978-83-60963-71-5 |
| 3   | Pamiętnik detektywa                                          | Kompisboken                                                               | 2006                             | 2010                            | Wydawnictwo Zakamarki | 978-83-60963-87-6 |
| 4   | Złota księga. Detektywistyczne łamigłówki Lassego i Mai      | Guldboken. LasseMajas kluriga uppdrag                                     | 2008                             | 2012                            | Wydawnictwo Zakamarki | 978-83-7776-023-9 |
| 5   | Wakacje z Lassem i Mają. Co się nie zgadza?                  | LasseMajas sommarbok                                                      | 2016                             | 2017                            | Wydawnictwo Zakamarki | 978-83-7776-137-3 |
| 6   | Teatr z Lassem i Mają                                        | LasseMajas teaterbok                                                      | 2017                             | 2018                            | Wydawnictwo Zakamarki | 978-83-7776-161-8 |
| 7   | Diamentowa księga. Detektywistyczne łamigłówki Lassego i Mai | Diamantboken. LasseMajas kluriga uppdra                                   | 2009                             | 2019                            | Wydawnictwo Zakamarki | 978-83-7776-185-4 |
| 8   | Sabotaż w punkcie skupu i inne komiksy                       | Vem är pantsabotören? & Jakten på handbollspokalen                        | 2020                             | 2021                            | Wydawnictwo Zakamarki | 978-83-7776-213-4 |
| 9   | Zielona dywersja i inne komiksy                              | Ett grönt brott & Iskallt brott                                           | 2020                             | 2022                            | Wydawnictwo Zakamarki | 978-83-7776-225-7 |
| 10  | Święta w Valleby. Wielka awaria prądu                        | Jul i Valleby. Det stora strömavbrottet                                   | 2019                             | 2022                            | Wydawnictwo Zakamarki | 978-83-7776-236-3 |
| 11  | Skradzione muffinki i inne komiksy                           | Vem har tagit Leopolds muffins? & Klarar Lasse och Maja att rädda tårtan? | 2019                             | 2023                            | Wydawnictwo Zakamarki | 978-83-7776-249-3 |